# 潘文奎
潘文奎（？—？），字景昭，浙江溫州府永嘉縣人，明朝政治人物。

## 生平
洪武二十九年（1396年）丙子科浙江鄉試舉人，建文二年（1400年）庚辰科三甲第七名進士。任左春坊左司直郎，參與纂修國史，出為福建布政使司參議。著有《愚莊集》。